# Vampire: The Masquerade – Bloodhunt
Vampire: The Masquerade – Bloodhunt est jeu de tir à la troisième personne et un battle royale free-to-play développé et édité par Sharkmob, sorti le 27 avril 2022 sur Windows et PlayStation 5. Situé dans le Monde des ténèbres, il est adapté du jeu de rôle sur table Vampire : La Mascarade, publié en 1991 par White Wolf Publishing.

## Développement
Vampire: The Masquerade – Bloodhunt a été développé par le studio suédois Sharkmob, fondé en 2017 par d'anciens développeurs de Massive Entertainment et d'IO Interactive.
Le jeu entre en accès anticipé sur la plateforme Steam le 7 septembre 2021, puis sort officiellement le 27 avril 2022 sur PC et PlayStation 5.

En mai 2023, Sharkmob annonce dans un communiqué arrêter le développement de Bloodhunt à cause de la faible fréquentation du jeu : en effet, selon la plateforme SteamDB, le jeu ne réunissait que 700 à 2 000 personnes quotidiennement entre septembre 2022 et mai 2023. L'achat de monnaie réelle sera également désactivé à partir du 26 décembre. Pour autant, le studio prévoit de maintenir les serveurs aussi longtemps que possible,.

## Accueil

### Critiques
L’œuvre est globalement bien reçue par la presse vidéoludique, avec une score moyen de 77 % calculé par les agrégateurs de critiques OpenCritic et Metacritic,.

### Fréquentation
Durant sa période d'accès anticipé, le jeu dénombre plus de 2 millions de comptes créés.